# Komtenga
Komtenga est une localité située dans le département de Bitou de la province du Boulgou dans la région Centre-Est au Burkina Faso.

## Démographie
| 2003 | 2006 | 2012 |
| ---- | ---- | ---- |
| 157  | 138  | -    |

## Santé et éducation
Le centre de soins le plus proche de Komtenga est le centre de santé et de promotion sociale (CSPS) de Bitou tandis que le centre médical avec antenne chirurgicale (CMA) de la province se trouve à Tenkodogo.
Komtenga ne possède pas d'école primaire. 